# Peckia australis
Peckia australis är en tvåvingeart som först beskrevs av Townsend 1927.  Peckia australis ingår i släktet Peckia och familjen köttflugor. Inga underarter finns listade i Catalogue of Life.